# Flatdal
Flatdal is een dorp in de gemeente Seljord in de provincie Telemark, Noorwegen. Het dorp telt ongeveer 400 inwoners, verdeeld over Flatdal en de kleinere dorpen Svartdal, Langlim en Mandal die bij Flatdal horen. 
De rivier Flatdøla loopt door het dorp. Flatdal ligt in het dal tussen vier spectaculaire bergen in. In het noorden wordt het dal afgesloten door de Bindingsnuten, in het oosten de Mælefjell, in het zuiden de Lifjell en in het westen de kenmerkende en veel geschilderde Skorve. De binnenkomst van het dal is erg bekend bij schilders en fotografen vanwege het spectaculaire uitzicht op het dal. Aan het eind van het dal ligt de Flatsjø, een meer dat is ingeklemd tussen de Skorve en de Mælefjell. 
Het oorspronkelijke dorpje is een nationale bezienswaardigheid vanwege de vele oude boerderijen en de kenmerkende opbouw van het dorp. Bijzonder is dat alle woonhuizen bij elkaar staan met de landerijen er omheen, terwijl elders in Noorwegen de boerderijen verspreid staan. In het dorpje staat ook de kerk van Flatdal. Dit is een houten kerk uit 1654 met ca. 150 zitplaatsen.

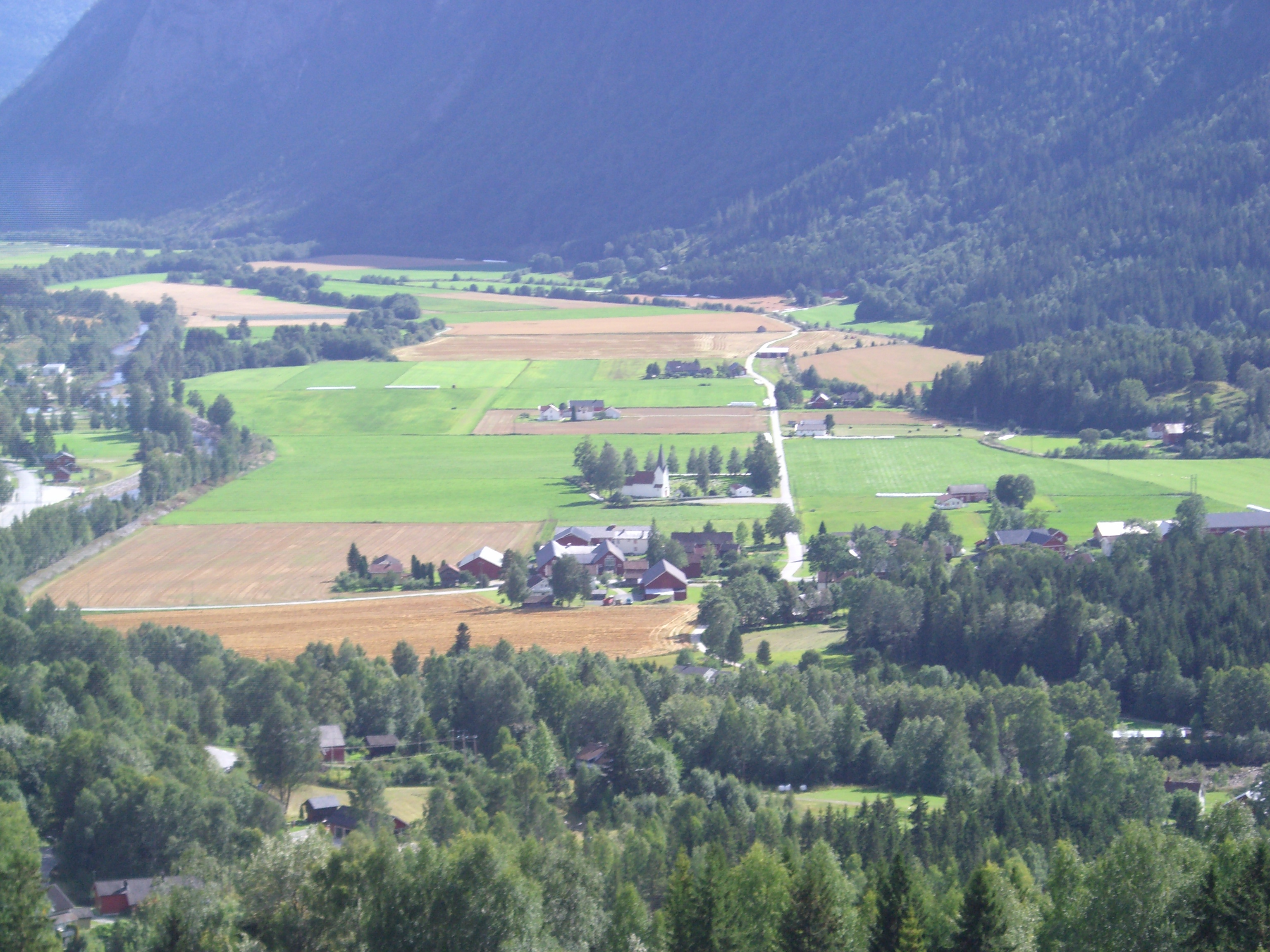
Flatdal, Augustus 2008